# Batalla de Llinars
La batalla de Llinars o batalla de Cardedeu, fou un combat de la Guerra del Francès lluitat el 16 de desembre de 1808 al Vallès Oriental.

## Antecedents
Guillaume Philibert Duhesme creia que Barcelona podia ser reconquerida per les tropes espanyoles de Joan Miquel de Vives i Feliu que l'estaven assetjant, i volia consolidar el control sobre una zona molt industrialitzada. Malgrat haver fracassat en el setge de Girona, el general Laurent Gouvion Saint-Cyr va prendre Roses, va enviar el seu exèrcit, que es trobava a Figueres, a trencar el bloqueig de Barcelona, tot evitant les tropes espanyoles estacionades a Girona i Hostalric, i per guanyar temps, va deixar el tren d'artilleria a Figueres amb la divisió de Honoré-Charles de Reille.
Quan Vives va saber que l'exèrcit francès es dirigia directament a Barcelona sense prendre Girona, va decidir envoltar els francesos amb tres cossos d'exèrcit: El cos principal, dirigit per ell mateix en companyia de Teodoro Reding es dirigiria al Vallès per fer-li front, mentre Luis Rebolledo de Palafox y Melci havia de baixar de Girona amb la seva divisió per tallar la retirada i Francesc Milans del Bosch, amb quatre batallons de miquelets havia de defensar el Collsacreu per evitar que els francesos prenguessin el camí de la costa. Durant tot el camí, grups de sometents i miquelets anaven atacant als francesos, i capturant alguns efectius.

## L'ordre de Batalla

### Exèrcit espanyol
Vives disposava de 10.000 homes a Cardedeu per fer front als francesos. L'exèrcit espanyol es disposava en dues divisions, la primera comandada per Vives i la segona comandada per Reding. L'experiència en combat de les tropes i comandaments espanyols era mínima, tret de la divisió Granada.
Divisió Vives, comandada per Joan Miquel de Vives i Feliu
- 2n Batalló de Guàrdies Reals valons
- Regiment d'infanteria de línia de Sòria núm. 8
- 2n Regiment d'infanteria de Línia de Savoia núm. 5
- Terç de Miquelets de Vic
- 2 Esquadrons d'hússars

Divisió Granada, comandada per Teodoro Reding
- Regiment d'infanteria de línia Santa Fe
- Regiment d'infanteria de Línia de Granada núm. 12
- Batalló de voluntaris de Granada núm. 6
- Regiment de Caçadors d'Antequera núm. 39
- Regiment d'infanteria de Línia de Loja
- 3 Esquadrons d'hússars reials de Granada

### Exèrcit francès
L'exèrcit francès, el VIIè Corps de la Grande Armée comandat per Laurent Gouvion Saint-Cyr es componia de dues divisions, dirigides respectivament per Domenico Pino i Joseph Souham, amb un total de 12.000 homes, amb munició per només una hora de combat a causa dels enfrontaments que havia anat patint en el seu camí cap a Barcelona.
Una tercera divisió que no va entrar en combat, comandada per Louis François Jean Chabot, que es va endarrerir per escometre la divisió aragonesa comandada per Luis Rebolledo de Palafox y Melci que els perseguia des de Girona. Tot i no ser de les millors tropes de Napoleó, tenien experiència en combat i un bon nivell d'eficiència, especialment les tropes italianes.
Divisió General Pino, comandada per Domenico Pino
- 4t Regiment d'infanteria de línia italià
- 6è Regiment d'infanteria de línia italià
- 7è Regiment d'infanteria de línia italià
- 1r Regiment d'infanteria lleugera italià
- 2n Regiment d'infanteria lleugera italià
- 2n Regiment d'infanteria lleugera italià
- Regiment de dragons italians

Divisió General Souham, comandada per Joseph Souham
- 1t Regiment d'infanteria de línia
- 3r Regiment d'infanteria de línia
- 7è Regiment d'infanteria de línia
- 42è Regiment d'infanteria de línia
- 67è Regiment d'infanteria de línia
- 24è Regiment de dragons

## Encontre a Sant Celoni
Els primers combats van tenir lloc el 16 de desembre de 1808 a Sant Celoni entre la divisió italiana de Domenico Pino i els miquelets de Francesc Milans del Bosch, que es van haver de retirar, establint un campament al Santuari del Corredor.

## Batalla
Les tropes espanyoles es trobaven en una posició còmoda als turons entre Llinars i Cardedeu, al peu dels quals hi ha un torrent, i l'artilleria tenia bona visibilitat sobre les tropes que s'acostaven. A la dreta del camí hi havia cinc peces, i les altres dues a l'esquerra. Es van establir dues línies de combat: una sobre el barranc del torrent del Fou, per dominar millor les avingudes, i una segona en la part més alta, amb Joan Miquel de Vives i Feliu al centre sobre la carretera, la divisió Granada de Teodoro Reding a la dreta, i a l'esquerra els miquelets de Vic.

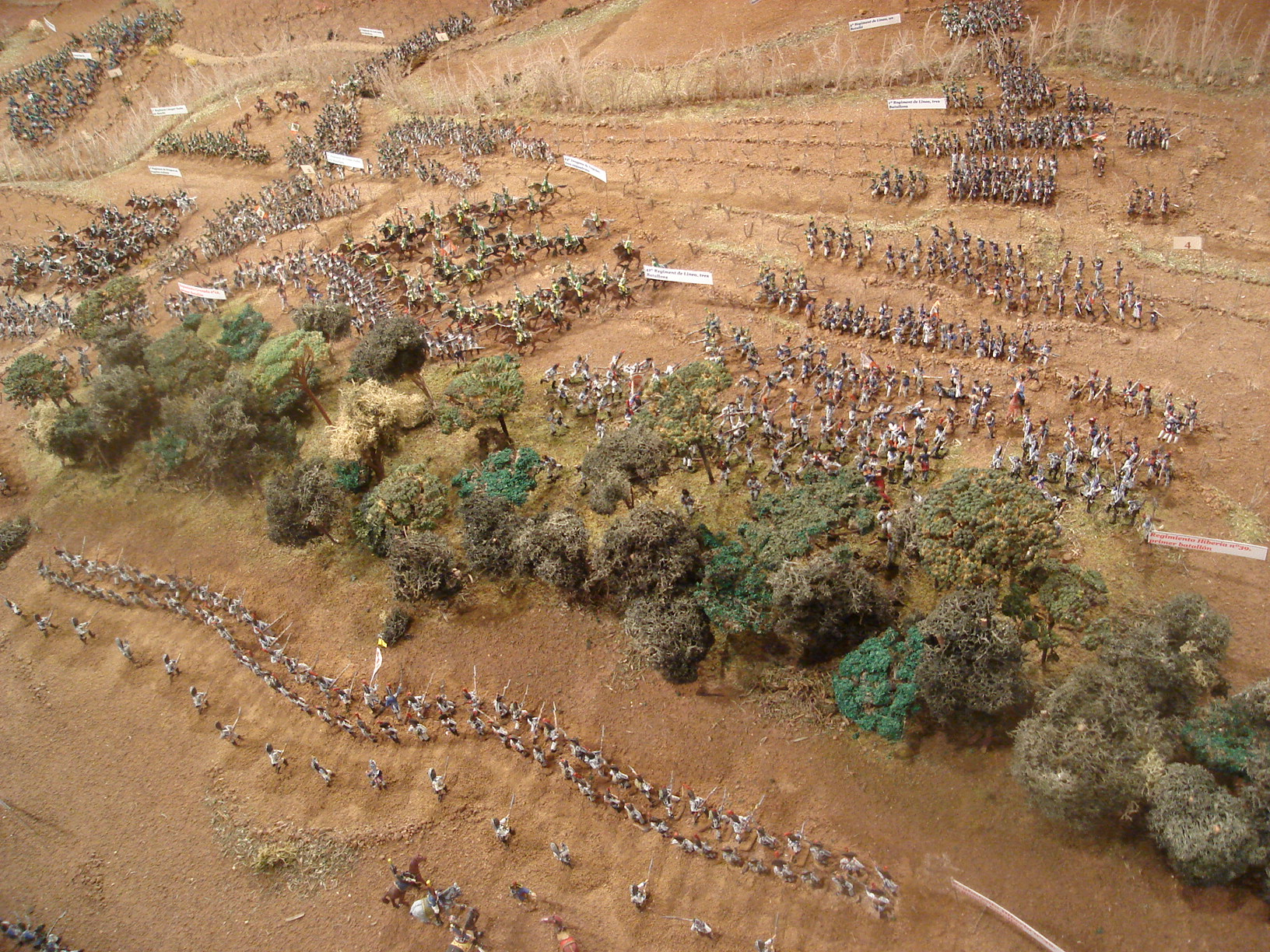
Maqueta de la batalla de Cardedeu

Per evitar una derrota com la de la batalla de Bailén, Saint-Cyr va disposar les tropes en una sola columna, mentre els flancs rebien atacs del sometent i l'artilleria espanyola. Les tropes de la segona divisió italiana, dirigides pel general Domenico Pino, que anaven al capdavant, van rebre l'ordre de Saint-Cyr d'escometre en columna per obrir-se pas a baioneta, sense disparar. Considerant perillós emprendre d'aquesta manera el combat, Pino va atacar les dues ales espanyoles per a afavorir l'acció sobre el centre, mentre el flanc dret l'atacaria la brigada de Luigi Mazzucchelli i l'esquerra la brigada de Jacques Fontane.
La brigada de Luigi Mazzuchelli va rebre foc d'artilleria i l'atac posterior dels hussars espanyols comandats pel coronel Ibarrola, i els miquelets van rebutjar també l'atac de les tropes del general Jacques Fontane.
Saint-Cyr, reforçant les tropes amb les de la divisió de Joseph Souham va atacar a l'esquerra de Luigi Mazzuchelli i va contenir a les tropes de la divisió Granada de Teodoro Reding, que no van aguantar i foren perseguits en la fugida per evitar el reagrupament, mentre que Fontane, tornà a atacar per distreure el flanc esquerre quan Souham atacava el flanc dret i Pino el centre, i la defensa es trencà. les tropes espanyoles, derrotades, fugen disperses, perseguides pels dos regiments de dragons.

## Conseqüències
Laurent Gouvion Saint-Cyr, mancat de munició, va dirigir-se a Barcelona per refer-se i unir forces amb Guillaume Philibert Duhesme, que va enviar la divisió de Giuseppe Lechi a foragitar les tropes de Raimon Caldagués, que van dirigir-se a Molins de Rei, aixecant el bloqueig de Barcelona.
Joan Miquel de Vives i Feliu es va dirigir a Mataró mentre Teodoro Reding es van dirigir a Molins de Rei per reunir-se amb el comte de Caldagués, i una altra part va anar fins a Sant Cugat del Vallès. Els miquelets de Francesc Milans del Bosch, que van arribar tard a la batalla van tornar a la costa i Luis Rebolledo de Palafox y Melci va tornar a Girona per rebre noves instruccions.